# VI. Leó pápa
VI. Leó (latinul: Leo), (? – 928 decembere) volt a 125. pápa a történelem folyamán 928. május 28-tól. A rövid kihagyás után ismét feléledő római nemesség, főként a spoletoi párt nagy befolyású szenátornője, Marozia bábja volt. Pontifikátusa mindössze hét hónapon és öt napon át tartott, de sok cselekedete nem maradt fenn az utókor számára.

## Élete
Rómában született az egyik legelőkelőbb családban, hiszen apja, Kristóf primicerius volt, vagyis a pápák miniszterelnökeként dolgozott. A papi pályát választva hamarosan apja mellé szegődött, és VIII. János majd IX. János tanácsadója lett. Elődje, X. János pápa halálakor a római Szent Zsuzsanna-székesegyház bíborosa volt. Egyes krónikák szerint Leót Marózia választatta meg egyházfőnek, és tervei szerint csak addig tölthette volna be hivatalát, amíg gyermeke, a későbbi XI. János nem alkalmas az egyházfői rangra.
Elődje politikájával természetesen szakítania kellett, és minden döntését Marózia ellenőrizte. Leginkább a dalmáciai egyházzal kapcsolatban hozott döntéseket. Fennmaradt egyik bullája, amelyben a spalatoi egyházmegyének érseki palliumot küldött, és arra intette Dalmácia minden püspökét, hogy engedelmeskedjenek az érseknek. Egyéb tettéről nincs adatunk. 928 decemberében állítólag merénylet végzett vele. A Szent Péter-bazilikában helyezték örök nyugalomra.

## Művei
- Documenta Catholica Omnia (latin nyelven). (Hozzáférés: 2011. december 6.)